# Аксиньїно
Акси́ньїно (рос. Аксиньино) — присілок у складі Щолковського міського округу Московської області, Росія.
Стара назва — Аксинино.

## Населення
Населення — 111 осіб (2010; 127 у 2002).
Національний склад (станом на 2002 рік):
- росіяни — 94 %